# Taller Escuela Agencia
Taller Escuela Agencia, más conocida como TEA, es una escuela de estudios terciarios sobre periodismo de la Argentina, con sede en Buenos Aires. Bajo el lema de "Periodismo por Periodistas", enseña el oficio del periodismo en la Argentina con titulaciones oficiales. Desde 2013, además, ofrece con mucho éxito una Diplomatura en Periodismo Digital a distancia coordinada por renombrados periodistas del rubro.

## Historia
Fue fundada en 1987 por Carlos Ares, Osvaldo Pepe, Carlos Ulanovsky, Carlos Ferreira y Juan José Panno.
Luego se expandió, en 1990, con la creación de DeporTEA (periodismo deportivo), Radio TEA (producción de radio) y TEA Imagen (Producción de televisión). En 2014 lanzan la inscripción a TEA Arte (periodismo especializado en arte, cultura y espectáculos), que comenzará su ciclo lectivo en 2015.
En 1995 se funda la sede DeporTEA Mar del Plata dirigida por el relator de fútbol Juan Carlos Morales, primero abre la carrera Periodismo deportivo y luego Periodismo. En la actualidad se cursa la carrera de grado Técnico Superior en Periodismo Res. Nro. 505/13 y las especializaciones de formación continua profesional en: Periodismo Cultural, Periodismo político, Periodismo económico y Periodismo deportivo. 
Entre los egresados se destacan Andy Kusnetzoff, Gabriel Schultz, Federico Wiemeyer, Matías Martin, Marcelo Fiasche, Martín Souto, Clemente Cancela, Ernesto Molinero, Federico Simonetti, Florencia Halfon Laksman, Diego Iglesias, Rubén Suárez, Pablo Lisotto, Marcos Gorban, Gonzalo Rodríguez, Luciana Rubinska, Werner Pertot, Cristian Garófalo, Pablo Ferreira, Javier Tabares, Nicolás Singer, Leandro Zanoni, Ingrid Beck, Fiorella Sargenti, Daniela Pasik, Paula Rodríguez, Beto Casella y Ariel “Ternu” Bouso. 
En 2007, la escuela obtuvo el Premio Konex por su aporte a la comunicación y al periodismo.

## Escuelas

### Deportea
Nació en 1990 como una necesidad de expandirse. Siempre bajo el lema de enseñar Periodismo a través de periodistas. A eso se le agregó la práctica como eje central de la enseñanza. Solo en la Argentina existen estudios terciarios dedicados al Periodismo deportivo. La escuela, además, tiene sedes en Mar del Plata, Rosario, Tucumán y Salta. La dirigen Jorge Búsico, Carlos Ferreira y Juan José Panno.

### TEA Imagen
Fue fundada en 1995 por Carlos Ares, Emilio Cartoy Díaz, Carlos Ulanovsky, Carlos Ferreira, Darío Henderson Díaz y Juan José Panno. Es la primera escuela dedicada a la producción integral de tv y servicios audiovisuales, con el eje puesto en la producción, realización, guion y nuevas tecnologías. Los egresados luego pueden trabajar en agencias, productoras de tv o canales. Otorga el título oficial de "Técnico Superior en Producción de TV y Servicios Audiovisuales". Desde su creación se han recibido alrededor de 1500 productores.

### TEA Arte
TEA ARTE se propone cubrir la demanda de una capacitación específica para trabajar con contenidos culturales. Se trata de la primera escuela de periodismo especializado en arte, cultura y espectáculos.

### Radio Tea
La escuela de producción integral de radio fue fundada en 2006 para formar productores de programas radiales. En la actualidad esta escuela está inactiva.